# Tarkett
Tarkett SA, відома до 2008 року як Sommer-Allibert SA — французька транснаціональна корпорація, що спеціалізується на виробництві покриттів для підлоги та стін. Нинішня компанія зі штаб-квартирою в Дефансі близ від Парижа, заснована в жовтні 1997 р. шляхом злиття двох компаній: французької Sommer-Allibert та німецької Tarkett AG. Ці компанії, в свою чергу, були сформовані поєднанням різних менших компаній у Швеції, Німеччині та Франції. Назва Tarkett походить від продукту, розробленого шведським попередником.

## Історія

### Sommer-Allibert
У 1972 році компанія Allibert, створена в 1913 р., що виготовляла вироби з пластмас для автомобільної та житлової промисловості та компанія Sommer, створена в 1880 р. яка спеціалізувалася на покриттях підлоги та стін, були об'єднані в фірму Sommer-Allibert. Злиття було розроблено тодішнім генеральним директором Allibert Бернардом Деконінком, який став директором Sommer-Allibert. Компанія, що базується в Нантері, була розширена в наступні роки, переважно за рахунок придбання конкурентів. Автомобільний бізнес групи, хоча і був основним джерелом доходу, в основному був зосереджений у Франції. Покриття для підлог та стін (особливо покриття з ПВХ) стало популярним у Європі, Північній Америці та Азії, особливо в період з 1989 по 1992 рік. 1989 року Деконінк став керівником холдингу (належить родині Деконінк) зі значною часткою Sommer-Allibert, а повсякденне управління було передано Марку Асса.
У 1990-х роках компанія намагалася зміцнити свій автомобільний підрозділ збільшивши обсяг бізнесу за допомогою таких виробників, як Volkswagen, BMW, Ford, Nissan, Peugeot та Saab . Він також розширив виробничі потужності для автомобільних деталей у Європі та США.

### Tarkett AG

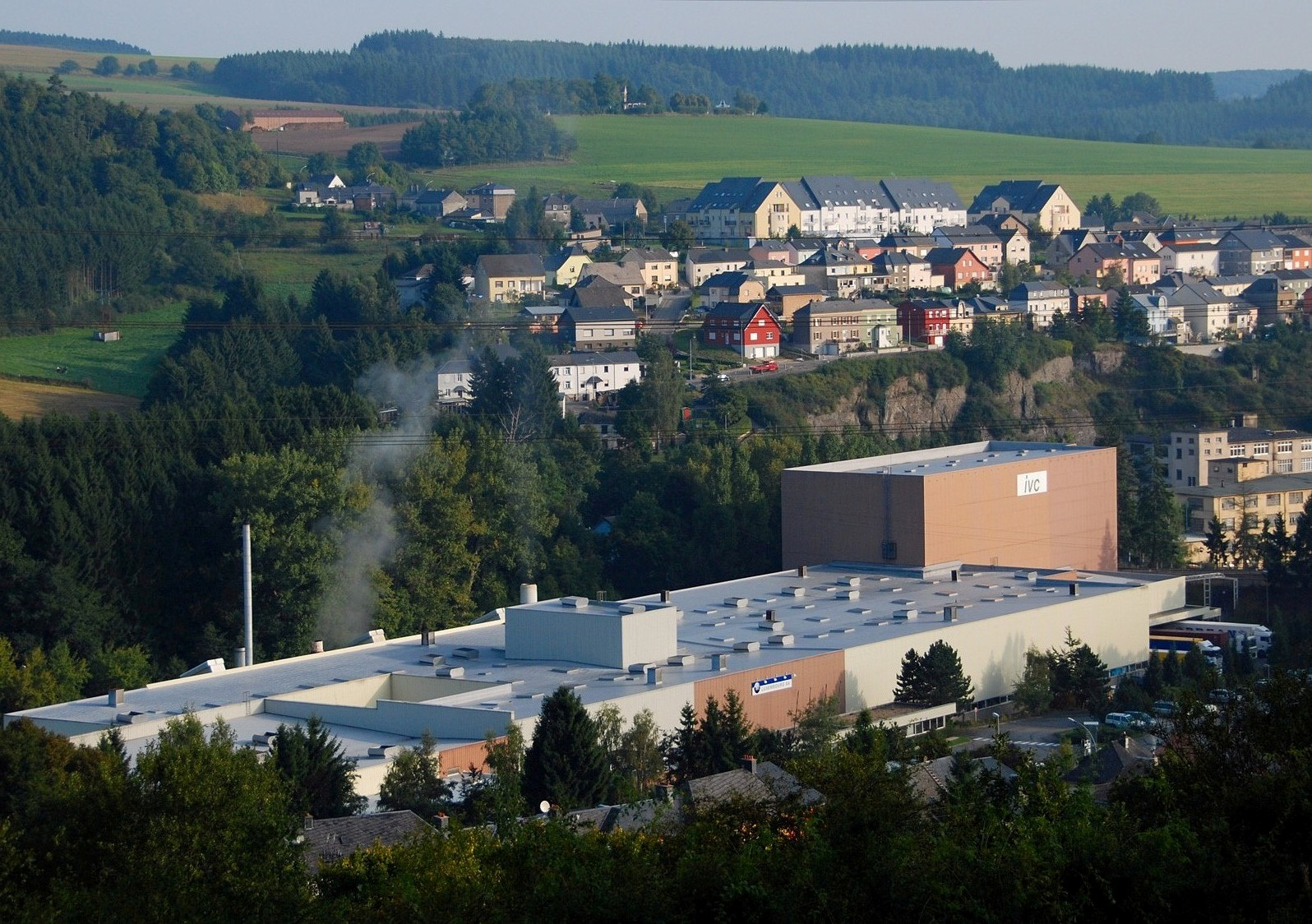
Колишня фабрика Tarkett AG у Люксембурзі

У 1885 році Андерс Мартенссон відкрив деревообробний завод для меблів у Мальме, Швеція. У 1886 році компанія перетворилася на Мальмеську деревообробну фабрику (AB Malmö Snickerifabrik). У 1889 році інвестор Р. Ф. Берг купив її та почав виробництво дерев'яних підлог, особливо паркету, відкривши другий завод у Лімхамні. 1907 року Берг помер, а його місце замінив Ернст Вехтьє. Після різних невдач він продав більшість незначних операцій компанії і до 1920-х років перенаправив її майже виключно на деревообробну підлогу, перейменувавши її на Limhamns Snickerifabrik. У 1925 році компанія була знову перейменована на Limhamns Golvindustri AB під керівництвом Уго Вехтьє.
Виробництво було перенесено з Лімхамна в Лілегольмен. 1938 року компанія представила дошку Lindemann (готову до використання паркетну дошку), яка була більшою і, отже, дешевшою в монтажі, ніж попередні невеликі паркетні дошки. Протягом наступних років компанія придбала шведських конкурентів, увійшла в бізнес з ламінованої дошки для підлоги і 1946 року представила пластикову заміну дерев'яному покриттю, відому як Tarkett, яка стала успішною. За керування наступного директора, Урбана Вехтьє, компанія почала розвивати міжнародну мережу та урізноманітнила виробництво дерев'яних та пластикових покриттів для інтер'єрів будівель. До 1960-х років Wehtjes продали значний відсоток акцій компанії, і в 1967 році вона була зареєстрована на шведській фондовій біржі як Tarkett.
У 1970 році Tarkett був придбаний Svenska Tändsticks AB (у свою чергу, придбаний Stora у 1980-х) а в 1978 році він був об'єднаний з виробником килимових покриттів Aneplas. Компанія продовжувала свою експансію в Європі та Північній Америці. Наприкінці 1980-х тодішній генеральний директор Ларс Вісен вирішив об'єднати його з німецьким конкурентом Пегуланом, і штаб-квартира була перенесена зі Швеції у Франкенталь, Німеччина. В результаті злиття нову компанію назвали Tarkett-Pegulan (пізніше Tarkett AG), а Wisén став генеральним директором об'єднаних операцій. У 1994 році Stora продав компанію інвестиційним фірмам CWB Capital Partners та Goldman Sachs Investment Bank.

Колишня штаб-квартира Tarkett у Нантері, Франція

### Злиття Sommer-Allibert та Tarkett AG
Наприкінці 1990-х Візен зустрівся з Ассу і переконав його передати підрозділ внутрішніх покриттів Sommer-Allibert компанії Tarkett AG. В обмін на це Вісен забезпечив би Sommer-Allibert, взявши під контроль щонайменше 50 % акцій Tarkett AG. Дві сторони домовились про угоду, і вона була оголошена в червні 1997 р. У жовтні того ж року Sommer-Allibert отримав понад 60 % акцій Tarkett AG (з того часу вона належала Tarkett Sommer AG). Комбінована операція була зареєстрована на Паризькій (через Sommer-Allibert SA) та Франкфуртській (через Tarkett AG) фондових біржах.

Вісен продовжував керувати бізнесом Tarkett Sommer AG, але його звільнили 1998 року, а контроль передали французькій штаб-квартирі. У 2000 році Sommer-Allibert продав свій автомобільний підрозділ компанії Faurecia. Faurecia також придбала решту акцій Sommer-Allibert, після чого акції було виключено з біржі. У квітні 2002 року Tarkett-Sommer заснувала спільну компанію з сербською виробничою компанією Sintelon під назвою Takett-Sintelon.

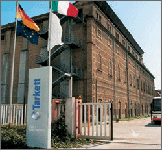
Заводи Tarkett в Нарні, Італія

У 2003 році у всіх операціях компанії почали використовувати торговельну назву Tarkett. У 2004 році підрозділ компанії Tarkett Sports створив союз із канадським виробником синтетичного покриву FieldTurf перш ніж купити його 2005 року. У 2006 році Tarkett AG був повністю придбаний Sommer-Allibert, а також виключений з фондової біржі. У 2007 році інвестиційна фірма KKR стала співвласником разом із родиною Деконінк. У 2008 році Sommer-Allibert перейменований у Tarkett SA У 2013 році компанія вийшла на IPO, причому KKR продала 25 % своєї частки, тоді як Деконінкс утримував понад половину акцій. У 2015 році штаб-квартира була перенесена з Нантера в Tour Initiale в La Défense .
У червні 2013 року продукція Fiberfloor отримала сертифікацію на астму та алергію .

## Діяльності
Основна діяльність Tarkett — виробництво підлогових покриттів для будинків, шкіл, закладів охорони здоров'я, підприємств роздрібної торгівлі та гостинності та спортивних майданчиків. Компанія має 33 промислові об'єкти та присутність на ринку у понад 100 країнах. До брендів, які використовує компанія, належать однофамільці Tarkett, Pegulan, Sommer, Febolit та інші.

## Право власності
За даними компанії, станом на 2016 рік основним акціонером є Société Investissement Deconinck (50,2 %). 49,2 % акцій перебувають у вільному обігу, а решта — власні акцій.